# Thí nghiệm Michelson-Morley
Thí nghiệm Michelson-Morley là một thí nghiệm quan trọng trong lịch sử vật lý học, thực hiện năm 1887 bởi Albert Michelson và Edward Morley tại cơ sở mà ngày nay là Đại học Case Western Reserve, được coi là thí nghiệm đầu tiên phủ định giả thuyết bức xạ điện từ truyền trong môi trường giả định ê-te, đồng thời gây dựng bằng chứng thực nghiệm cho một tiên đề của thuyết tương đối hẹp của Albert Einstein và cho ra số liệu đo đạc chính xác về tốc độ ánh sáng.
Vấn đề khó trong việc kiểm tra giả thuyết khí ête là đo được vận tốc ánh sáng một cách chính xác. Cuối thế kỷ thứ 19, khi máy đo giao thoa đã được phát triển để giúp cho việc kiểm tra với độ chính xác khá cao. Albert Abraham Michelson và Edward Morley đã sử dụng nó cho thí nghiệm của mình, và thu được kết quả đo khá chính xác, không chỉ vận tốc của ánh sáng, mà còn đo được tỉ số của vận tốc ánh sáng ở hai chiều vuông góc nhau. Tỉ số này có ý nghĩa nòng cốt cho giả thuyết khí ête.

## Mô hình thí nghiệm

Sơ đồ thí nghiệm Michelson-Morley, (1) = Nguồn sáng đồng pha, (2) = Máy thu, (3) = Gương 1, (4) = Gương 2, (5) = Gương bán mạ.

Thí nghiệm Michelson-Morley được mô tả như trong hình vẽ. Ánh sáng đơn sắc đồng pha đi vào một tấm gương bán mạ, A, rồi được chia làm hai phần giống nhau. Một phần của tia sáng đi vào tấm gương phẳng, B, cách A một khoảng l1, và phản chiếu lại. Một phần khác của ánh sáng đi vào tấm gương phẳng, C, cách A khoảng l2, và cũng phản chiếu lại. Tia phản chiếu từ B đến A sẽ được truyền qua một phần tới máy thu D. Tia phản chiếu từ C đến A sẽ được phản xạ một phần tới máy thu D. Tại D, hai tia giao thoa với nhau tạo ra các vạch giao thoa. Bằng việc đếm các vạch giao thoa, chúng ta biết được một cách chính xác sự lệch pha của hai chùm sáng, do đó suy ra chênh lệch đường đi của hai tia sáng.
Nếu Trái Đất đứng yên và bị bao phủ bởi ête và l1=l2 thì tại D ta sẽ thu được các viền giao thoa không bị lệch. Nhưng giả sử l1 và Trái Đất quay với vận tốc u theo hướng x. Thời gian cho ánh sáng đi từ A đến B và ngược lại sẽ là:
{\displaystyle t_{1}={\frac {l_{1}}{c-u}}+{\frac {l_{1}}{c+u}}={\frac {2l_{1}}{c\cdot (1-(u^{2}/c^{2}))}}\ =\ {\frac {2l_{1}}{c}}(1+{\frac {u^{2}}{c^{2}}}+\cdots )}
Ở đây, c là vận tốc ánh sáng trong ête.
Đặt t2 là thời gian ánh sáng đi từ A đến C và ngược trở lại. Chúng ta biết rằng trong khi ánh sáng đi từ A đến C, tấm gương tại C di chuyển tương đối với ête, với một khoảng là {\displaystyle d={\frac {u\cdot t_{2}}{2}}}. Tương tự với khi nó phản chiếu lại, tấm gương tại A di chuyển với cùng một khoảng theo hướng x. Bằng việc sử dụng định lý Pytago, tổng đường đi của tia sáng là:
{\displaystyle L_{2}=2{\sqrt {l_{2}^{2}+{\frac {u^{2}t_{2}^{2}}{4}}}}}
Do đó, ta được:
{\displaystyle t_{2}={\frac {2}{c}}{\sqrt {l_{2}^{2}+{\frac {u^{2}t_{2}^{2}}{4}}}}}
hay:
{\displaystyle t_{2}^{2}(1-{\frac {u^{2}}{c^{2}}})={\frac {4l_{2}^{2}}{c^{2}}}}
{\displaystyle t_{2}={\frac {2l_{2}}{c}}{\frac {1}{\sqrt {(1-u^{2}/c^{2})}}}\ =\ {\frac {2l_{2}}{c}}(1+{\frac {u^{2}}{2c^{2}}}+\cdots )}
Độ chênh lệch thời gian là:
{\displaystyle \Delta t=t_{1}-t_{2}={\frac {2}{c}}[{\frac {l_{1}}{1-(u^{2}/c^{2})}}-{\frac {l_{2}}{\sqrt {1-(u^{2}/c^{2})}}}]}
Nếu {\displaystyle l_{1}=l_{2}} (đúng như trong thí nghiệm), khi ấy:
{\displaystyle \Delta t=\ {\frac {2l}{c}}(1+{\frac {u^{2}}{c^{2}}}-1-{\frac {u^{2}}{2c^{2}}})\ =\ {\frac {l_{1}u^{2}}{c^{3}}}>0}
Nếu công thức cộng vận tốc Galileo được thỏa mãn thì hai tia sáng khi đi vào máy thu sẽ có hiệu quang trình là {\displaystyle \Delta r=c\Delta t}.
Khi đó chúng sẽ lệch pha nhau 1 lượng là
{\displaystyle \Delta \phi ={\frac {2\pi }{\chi }}\Delta r={\frac {2\pi l_{1}u^{2}}{c^{2}\chi }}},
trong đó {\displaystyle \chi } là bước sóng ánh sáng. Từ đó ta cũng có thể thay đổi độ lệch pha {\displaystyle \Delta \phi } của 2 sóng bằng cách thay đổi hướng chuyển động x của giao thoa kế.
Ở đây, {\displaystyle \Delta t} tỉ lệ với số vạch đỏ thu được. Và theo công thức trên, số vạch đỏ thu được là dương.
Giả sử rằng máy đo quay một góc 90°. Khi ấy vạch giao thoa sẽ phải thay đổi. Vì thế, bằng việc quay máy đo, người ta có thể quan sát được một sự thay đổi đều đặn của vạch đỏ, với mút cực đại và cực tiểu chỉ định bởi chiều của vận tốc quay của Trái Đất trong ête. Từ độ lớn của các vạch đỏ, người ta có thể tính được giá trị của u.
Tất nhiên, nó có thể xảy ra bởi sự cố, rằng thời điểm của thí nghiệm được thực hiện Trái Đất của chúng ta dừng quay trong ête, dẫn đến việc không quan sát được sự thay đổi của vạch đỏ khi máy đo quay. Nhưng sau 6 tháng đợi chờ, vận tốc của Trái Đất sẽ thay đổi là 57,6 km/s vì Trái Đất nằm trên vị trí đối diện trong quỹ đạo quanh Mặt Trời, nên một vạch đỏ sẽ phải quan sát được.
Vạch đỏ dự đoán tỉ lệ với {\displaystyle {\frac {u^{2}}{c^{3}}}} là rất nhỏ. Song máy đo của Michelson và Morley vẫn có đủ nhậy để phát hiện ra những vạch đỏ dự đoán đó.

## Kết quả
Khi thí nghiệm được thực hiện, kết quả đã thu được ngược lại với mong chờ về giả thuyết ête. Mặc dù các dụng cụ đo là chính xác, không có một vạch đỏ nào quan sát được tại bất kỳ mùa nào trong năm. Sau đó, những thí nghiệm kiểm chứng khác về giả thuyết khí ête cũng cùng cho một kết quả phủ định như trên.